# Anthurium marense
Anthurium marense är en kallaväxtart som beskrevs av Kurt Krause. Anthurium marense ingår i släktet Anthurium och familjen kallaväxter. Inga underarter finns listade.